# 大福克 (阿肯色州)
大福克（英語：Big Fork）是位於美國阿肯色州波爾克縣的一個非建制地區。該地的面積和人口皆未知。

## 地理
大福克的座標為34°29′11″N 93°58′12″W / 34.48639°N 93.97000°W，而該地的平均海拔高度為310米（即1020英尺）。